# Fermanville
Fermanville település Franciaországban, Manche megyében. Lakosainak száma 1291 fő (2022. január 1.). Fermanville Carneville, Vicq-sur-Mer és Maupertus-sur-Mer községekkel határos.

## Népesség
A település népességének változása:
| Lakosok száma | 724  | 992  | 1271 | 1420 | 1379 | 1317 | 1281 | 1263 | 1272 | 1291 |
|               | 1968 | 1982 | 1990 | 2006 | 2013 | 2015 | 2017 | 2019 | 2020 | 2022 |